# 나카가와 소
나카가와 소(일본어: 中川 創, 1999년 6월 1일~)는 일본의 축구 선수이다.

## 구단 경력
그는 2018년 J1리그의 가시와 레이솔에 입단했다. 2018년후 J2리그에 강등했다. 2019년 8월 J3리그의 SC 사가미하라로 이적했다. 2020년 J2리그의 주빌로 이와타로 이적했다. 2023년 8월 후지에다 MYFC로 이적했다.